# Pseudoneureclipsis truncata
Pseudoneureclipsis truncata är en nattsländeart som beskrevs av Douglas E. Kimmins 1958. Pseudoneureclipsis truncata ingår i släktet Pseudoneureclipsis och familjen fångstnätnattsländor. Inga underarter finns listade i Catalogue of Life.